# Тарковский, Александр Карлович
Александр Карлович Тарковский (3 сентября 1862, Николаевка, Херсонская губерния — 26 декабря 1924) — русский поэт, писатель, журналист и общественный деятель.
Отец поэта и переводчика Арсения Тарковского (1907—1989); дед режиссёра театра и кино, сценариста, народного артиста РСФСР Андрея Тарковского (1932—1986).

## Биография
По словам внучки поэта и составительницы родословной Марины Тарковской, Тарковские происходят из польского шляхетского рода: имеется грамота начала XIX века, по которой прослеживается польская генеалогия; некий Вацлав Тарковский переехал в Российскую империю в конце XVIII века; род Тарковских жил в Западной Украине, потом в Житомирской губернии, потом в Елисаветграде. Также есть версия о том, что Тарковские происходят от дагестанского княжеского рода Тарковских, которую Марина Тарковская называет байкой, не имеющей документальных подтверждений.
Воспитанием Тарковского занималась старшая сестра Надежда Карловна Тарковская, которая в 1870 году стала женой Ивана Карпенко-Карого. Хутор возле с. Николаевка, где родился Тарковский и который впоследствии вошёл в историю украинской литературы как хутор «Надежда», был брачным приданым Тарковской.
Александр Тарковский учился в Елисаветградском реальном училище вместе с братьями Тобилевичами (будущими М. Садовским и П. Саксаганским) и Евгением Чикаленко.
В юности находился под сильным духовным влиянием мужа сестры — Ивана Тобилевича (Карпенко-Карого).
Учась на юридическом факультете Харьковского университета, вступил в партию «Народная воля».
Писал стихи, организовывал любительские спектакли, знал 9 языков (древнегреческий, латынь, иврит, французский, немецкий, английский, итальянский, польский, сербский).
Вместе с сестрой Надеждой, женой И. Карпенко-Карого, был среди восьми елисаветградцев, которые в 1880 году обратились с письмом в поддержку украинского языка к историку Николаю Костомарову: «Отец! За Вами всё: и давняя слава, и остроумие, и разум, и наука, поговорите же там теперь с московскими писателями… что пора снять с нас епитимью молча кусать пальцы, что мы люди, а не мужики только, что пора нам иметь свое печатное слово без запрет, что и образование в народных школах следует разрешить на народном языке…».
Был арестован по делу о покушении на харьковского генерал-губернатора (взят под стражу прямо со студенческой скамьи). Одновременно с ним арестовали его первую жену Александру Андреевну Сорокину. Вскоре она вышла на свободу, но, родив дочь Леонилу (1894—?), умерла (вероятно, от холеры).
Отбыл в заключении 7-8 лет (в Елисаветграде, Одессе, Орле, Воронеже, Москве и Петропавловской крепости), ещё 10 лет — в ссылке в селении Тунку (Туруханский край). В ссылке начал заниматься журналистикой, сотрудничая с иркутскими газетами. По возвращении в Елизаветград писал для одесских и местных газет.
Ссылку отбывал с доктором Афанасием Михалевичем, сосланным, по свидетельству Арсения Тарковского, «по делу украинских социалистов». В своё время Михалевич возглавлял народнический кружок в Елисаветграде, членом которого был Иван Тобилевич. Впоследствии на протяжении десятилетий Михалевич оставался близким другом семьи Тарковских.
Вернувшись в родной город и находясь под гласным надзором полиции, А. Тарковский работал служащим Елисаветградского общественного банка. Перед 1917 годом занимал должность товарища (заместителя) директора банка. На посту директора его не утвердили, несмотря на большой авторитет в банковской сфере.
В 1902 году женился на домашней учительнице Марии Даниловне Рачковской, в которую был влюблён и безуспешно делал предложение 14 раз, пока они случайно не встретились на свадьбе, где Тарковский сделал ещё одну попытку. После очередного «Нет!» он пригрозил упасть на пол, кричать и бить ногами. Девушка не поверила, но он так и сделал, после чего, наконец, получил согласие.
От этого брака родились сыновья Валерий (1903 — май 1919 года, погиб в бою против атамана Григорьева) и Арсений (1907—1989).
В семье Александра Тарковского существовал культ литературы и театра, её члены писали стихи и пьесы. Обычным было писать друг другу письма и посвящать дружеские стихи. Сам Александр Тарковский тоже писал стихи, рассказы, переводил для себя Данте, Джакомо Леопарди, Виктора Гюго и других поэтов.